# باشگاه بسکتبال شهرداری اراک
باشگاه بسکتبال شهرداری اراک یک باشگاه بسکتبال در شهر اراک، ایران است.
این باشگاه که در سال ۱۳۹۰ تأسیس شده در سال ۱۳۹۴ به لیگ برتر بسکتبال ایران صعود کرده و در فصل ۱۳۹۴–۹۵ به مقام چهارم دست یافته و به عنوان پدیده مسابقات بسکتبال ایران معرفی شده‌است.